# آنا هال روزفلت
آنا هال روزفلت (بالإنجليزية: Anna Hall Roosevelt)‏ هي نجمة اجتماعية أمريكية، ولدت في 17 مارس 1863 في نيويورك في الولايات المتحدة، وتوفيت في 7 ديسمبر 1892 بسبب خناق.